# Iron Lung (film)
Az Iron Lung (magyarra fordítva: Vastüdő) egy hamarosan megjelenő amerikai sci-fi, horrorfilm, melyet az amerikai influenszer Mark Fischbach (Markiplier) rendezett, írt, producerelt, és melynek ő, Caroline Rose Kaplan és az ír influenszer: Seán McLoughlin (Jacksepticeye) a főszereplője. Ez lesz Fischbach rendezői debütálása. A film az azonos című 2022-es David Szymanski által készített videojátékon alapul. A filmet 2023 áprilisában jelentették be, közel a forgatás végéhez. 

## Történet
A film egy poszt-apokaliptikus jövőben játszódik, évtizedekkel a "Csendes Elragadás" (Eredetileg: The Quiet Rapture) esemény után, amikor is az összes csillag az égen kialudt és eltűnt, valamint a lakható bolygók is eltűntek. Egy elítélt személyt küldenek egy sivár holdra, ahol felfedeztek egy véróceánt. Feladata pedig, hogy egy tengeralattjáróval (Melynek beceneve: "Vastüdő (Eredetileg: Iron Lung)") átkutassa a vértenger mélyét.

## Szereplők
- Mark Fischbach
- Seán McLoughlin
- Caroline Rose Kaplan
- David Szymanski (cameo)

## Gyártás

### Fejlesztés
2023. február 16-án Szymanski tréfásan megjegyezte Twitteren, hogy Fischbach és McLoughlin szerepelni fog az Iron Lung filmadaptációjában, hiszen mind ketten készítettek videót, ahogy a játékkal játszanak. Kiszivárgott miszerint Andrew Hulshult írja a film zenéjét. Fischbach 2023. március 8-án a Variety-nek adott interjúban elárulta, hogy dolgozik egy filmen, melyet ő ír, rendez, producerel és melynek ő lesz a főszereplője. 2023. május 7-én McLoughlin megerősítette, hogy csatlakozott a szereplőgárdához.

### Előkészítés
Szymanski segédkezett Fischbach-nak a film forgatókönyvének megírásában és annak előkészítésében. Később Szymanski azt is megerősítette, hogy vállalt egy cameot a filmben. Andrew Hulshult is megerősítette, hogy ő írja a film zenéjét.

### Forgatás és utómunka
2023. április 21-én Fischbach hivatalosan is bejelentette az Iron Lung-ot, azzal, hogy kirakott egy teaser előzetest a YouTube csatornájára. Eközben a Deadline Hollywood leleplezte, hogy Fischbach maga finanszírozza a projektet, valamint, hogy a szereplőgárdához csatlakozott Caroline Rose Kaplan, és hogy Fischbach mellett a produceri feladatokat Will Hyde és Jeff Guerrero látják el. Később kiderült, hogy a forgatás már rég megkezdődött a Texasi, Austinban. Szymanski megerősítette, hogy a filmet moziban fogják bemutatni, ezzel pedig ez lesz Fischbach első mozifilmje (Annak ellenére, hogy már rendezett két YouTube Originals terméket: A Heist with Markiplier-t (2019) és az In Space with Markiplier-t (2022)). A gyártás közben Fischbach bejelentette, hogy az Iron Lung-ban lesz a legtöbb mű vér a filmtörténelem során (Még a 2013-as Gonosz halott 50 000 gallonját is felülmúlja majd). A sok mű vér miatt Fischbach kórházba is került, mert túl sok került a szemébe. Április 29-én Fischbach bejelentette, hogy a forgatás befejeződött és elkezdődött a vágás és az utómunka.
2023 júliusában Fischbach felfedte, hogy a SAG-AFTRA tagja, és hogy az Iron Lung a 2023-as SAG-AFTRA sztrájk miatt késni fog.
2023. október 14-én Fischbach közzétette az Iron Lung első hivatalos előzetesét a YouTube csatornáján. Október 16-án Fischbach felfedte, hogy az Iron Lung forgatása miatt nem tudott szerepet vállalni az Öt éjjel Freddy pizzázójában című filmben.

## Lásd még
- Markiplier
- A Heist with Markiplier